# 邁扎爾冰原島峰
81°52′S 154°35′E / 81.867°S 154.583°E
邁扎爾冰原島峰（英語：Mizar Nunataks）是南極洲的冰原島峰，位於奧次地，處於維爾霍伊特冰原島峰以南22公里，該島峰現時由南極條約體系管理。